# Тонна
То́нна (фр. tonne от ср.-век.лат. tunna «бочка») — название некоторых единиц измерения массы и объёма.
- Тонна (метрическая тонна) — единица измерения массы, равная 1000 килограммов[1]. Русское обозначение: т; международное: t. В Российской Федерации допущена к использованию наряду с единицами Международной системы единиц (СИ) без ограничения срока и области применения[2]. Единица массы и одна из основных единиц в системе МТС. Метрическая тонна равна массе одного кубического метра чистой воды; при 4 °С тысяча литров чистой воды имеет абсолютную массу равной одной тонне.

- Американская тонна (короткая тонна) = 907,18474 килограмма.
- Английская тонна (длинная тонна) = 1016,0469088 килограмма[3]. Закон Великобритании о мерах и весах 1985 года исключил из обихода для торговли некоторые единицы измерения, включая тонну. Исключение было сделано для товаров, которые были взвешены или сертифицированы до 1 декабря 1980 года, при условии что покупателю было известно, что вес предмета измерялся в прежних единицах измерения[4][5].
- Регистровая тонна — единица, которой в судоходстве измеряют объём помещения для полезного груза — 2,83 м³.
- Фрахтовая тонна — единица измерения размера фрахта. Для тяжёлых и компактных грузов равна 1016,0469088 кг, а для лёгких и объёмных грузов — 1,12 м³.

## Кратные и дольные единицы
| Множитель | Название    | Обозначение |      | Множитель (СИ) | Название | Обозначение |                     | Множитель | Название | Обозначение |          | Множитель (СИ) | Название | Обозначение |
| 100       | тонна       | т / t       | 106  | мегаграмм      | Мг / Mg  | 100         | тонна               | т / t     | 106      | мегаграмм   | Мг / Mg  |                |          |             |
| 101       | декатонна   | дат / dat   | 107  | (нет)          | (нет)    | 10−1        | децитонна (центнер) | дт / dt   | 105      | (нет)       | (нет)    |                |          |             |
| 10²       | гектотонна  | гт / ht     | 108  | (нет)          | (нет)    | 10−2        | сантитонна          | ст / ct   | 104      | (нет)       | (нет)    |                |          |             |
| 10³       | килотонна   | кт / kt     | 109  | гигаграмм      | Гг / Gg  | 10−3        | миллитонна          | мт / mt   | 10³      | килограмм   | кг / kg  |                |          |             |
| 106       | мегатонна   | Мт / Mt     | 1012 | тераграмм      | Тг / Tg  | 10−6        | микротонна          | мкт / µt  | 100      | грамм       | г /g     |                |          |             |
| 109       | гигатонна   | Гт / Gt     | 1015 | петаграмм      | Пг / Pg  | 10−9        | нанотонна           | нт / nt   | 10−3     | миллиграмм  | мг / mg  |                |          |             |
| 1012      | тератонна   | Тт / Tt     | 1018 | эксаграмм      | Эг / Eg  | 10−12       | пикотонна           | пт / pt   | 10−6     | микрограмм  | мкг / μg |                |          |             |
| 1015      | петатонна   | Пт / Pt     | 1021 | зеттаграмм     | Зг / Zg  | 10−15       | фемтотонна          | фт / ft   | 10−9     | нанограмм   | нг / ng  |                |          |             |
| 1018      | эксатонна   | Эт / Et     | 1024 | йоттаграмм     | Йг / Yg  | 10−18       | аттотонна           | ат / at   | 10−12    | пикограмм   | пг / pg  |                |          |             |
| 1021      | зеттатонна  | Зт / Zt     | 1027 | роннаграмм     | Рг/ Rg   | 10−21       | зептотонна          | зт / zt   | 10−15    | фемтограмм  | фг / fg  |                |          |             |
| 1024      | иоттатонна  | Ит / Yt     | 1030 | кветтаграмм    | Квг/ Qg  | 10−24       | иоктотонна          | ит / yt   | 10−18    | аттограмм   | аг / ag  |                |          |             |
| 1027      | роннатонна  | Рт / Rt     | 1033 | (нет)          | (нет)    | 10−27       | ронтотонна          | рт / rt   | 10−21    | зептограмм  | зг / zg  |                |          |             |
| 1030      | кветтатонна | Квт / Qt    | 1036 | (нет)          | (нет)    | 10−30       | квектотонна         | квт / qt  | 10−24    | иоктограмм  | иг / yg  |                |          |             |

- В столбцах «Обозначение» приведены русское и международное обозначения
- В реальности используются только несколько единиц первой колонки (сама тонна, а также килотонна, мегатонна и гигатонна часто используются для обозначения тротилового эквивалента). Дольные приставки, соответствующие десятичным множителям, меньшим единицы, с тонной никогда не применяются. За единицу массы в международной системе единиц принят килограмм, а для образования кратных и дольных единиц используется грамм. Масса в 10 000 г будет именоваться как 10 килограммов (кг), а не 10 миллитонн, а масса в 0,000000005 граммов будет именоваться как 5 нанограммов (нг), а не 5 фемтотонн.

## Единицы массы
Сухая тонна также обозначает массу, но такого вещества, которое было высушено до относительно низкого, консистентного уровня содержания влаги (чистая масса). Может использоваться для таких веществ, как шлам, пульпа, компост и подобные смеси, в которых твёрдый материал замочен в воде или растворен водой. Если вещество находится в своём естественном, мокром состоянии, то применяется название «тонна влажного материала».

## Общепринятые сокращения
В горнодобывающей промышленности США сокращение в виде прописной буквы «T» используется для отделения традиционной тонны от метрической тонны, но «T» также может быть сокращением от «тесла». Сокращение в виде строчной буквы «t» традиционно используется как для английской и американской тонны, так и для метрической тонны.
Прописная буква «T» раньше использовалась также для обозначения тонна-силы, в то время как строчная буква «t» обозначала тонну как единицу массы.

## Единицы объёма
Тонна водоизмещения — это единица измерения объёма, используемая для расчёта водоизмещения судна. Когда водоизмещением называют грузоподъёмность корабля, то имеют в виду объём воды, вытесненной судном, умноженный на её плотность и измеряемый в английских тоннах (тоннах водоизмещения). Тонна водоизмещения — объём воды, весящий одну тонну. Это эквивалентно около 0,97 м³ воды.
Одна фрахтовая тонна — около 1,13 м³. Она показывает объём грузового автомобиля, поезда или другого средства перевозки. Ранее использовалась и для кораблей, теперь же используется регистровая тонна, которая соответствует 2,83 м³.
Ранее в Великобритании использовалась такая единица измерения, как водяная тонна, которая была эквивалентна 1,02 м³. Это был объём, занимаемый массой одной английской тонны воды.

## Единицы энергии
- тонна тротилового эквивалента — единица измерения энергии, равная 4,184⋅109 Дж или 109 термохимических калорий (одна гигакалория); определяется как количество энергии, выделяющееся при детонации 1 тонны тринитротолуола (ТНТ). При детонации килотонны или мегатонны тротила выделяется соответственно 4,184⋅1012 или 4,184⋅1015 Дж. Измерения в тротиловом эквиваленте могут использоваться для описания силы ядерного оружия или в сейсмологии.
- тонна условного топлива (т. у. т.) — единица измерения энергии, равная 2,93⋅1010 Дж; определяется как количество энергии, выделяющееся при сгорании 1 тонны топлива с теплотворной способностью 7000 ккал/кг (соответствует типичной теплотворной способности каменного угля).

## Классы грузовиков
См. тоннаж.